# Fèrula papal

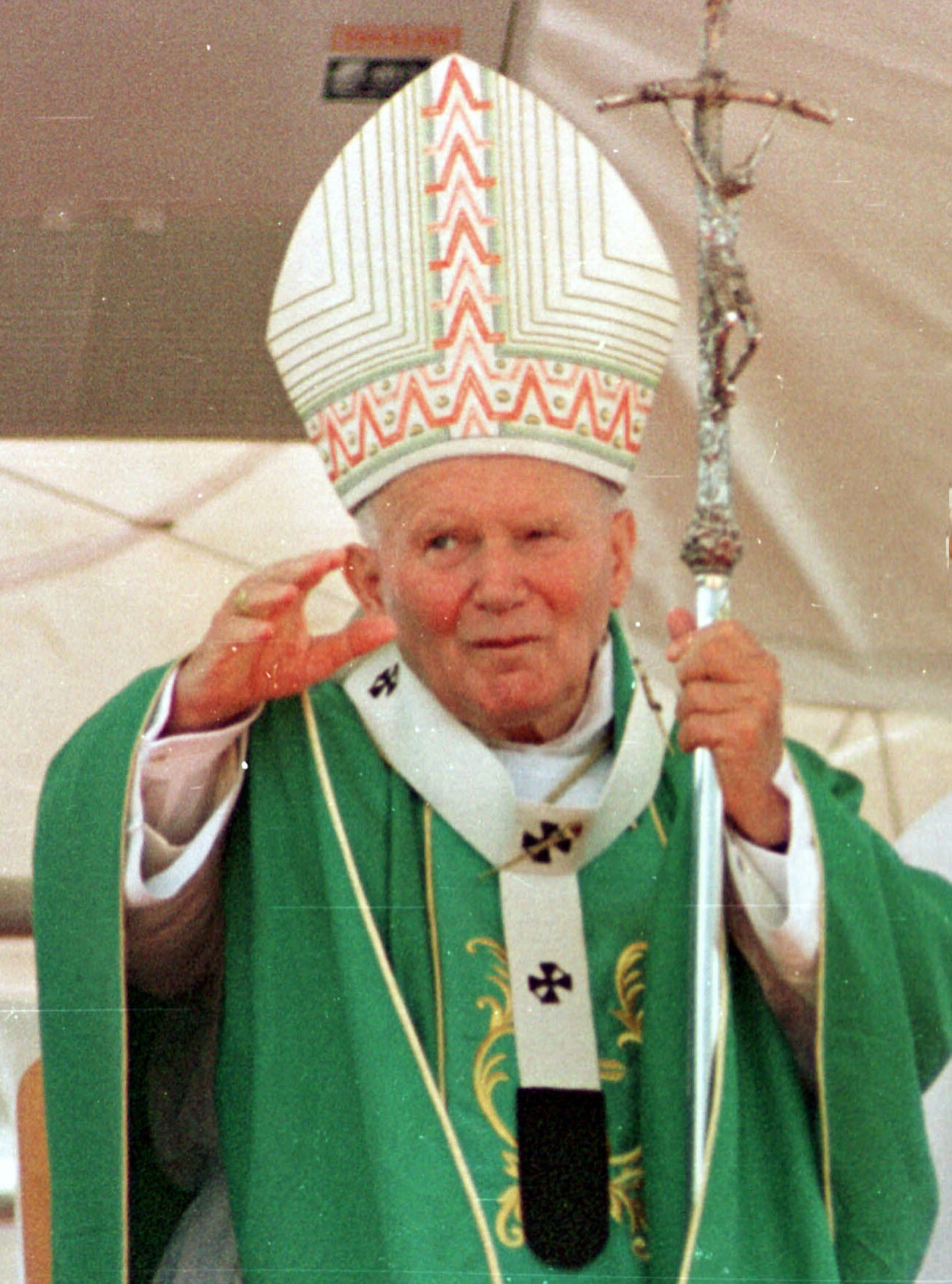
Joan Pau II amb la fèrula papal que va fer realitzar Pau VI

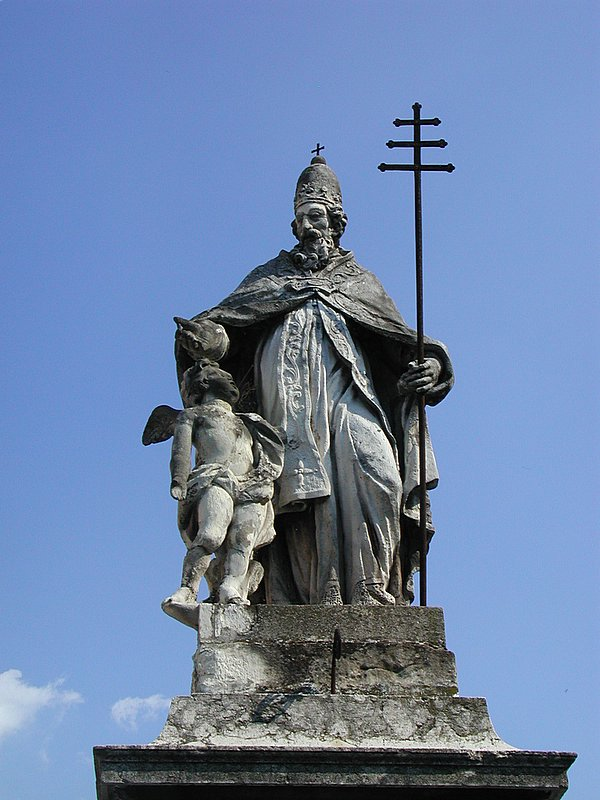
Estàtua del papa Silvestre I amb una fèrula acabada en creu de tres braços

La fèrula o fèrula papal és el bastó pastoral utilitzat pel papa a les celebracions litúrgiques de forma anàloga al bàcul que fan servir la resta de bisbes.

## Descripció
El papa, a diferència de la resta de bisbes de l'Església catòlica, no utilitza el bàcul sinó la fèrula. Es tracta d'un bastó que enlloc d'acabar en voluta, com és el cas dels bàculs episcopals comuns, acaba a l'extrem superior amb una creu. Històricament, algunes tipologies de fèrula acabaven amb una creu de tres braços. Actualment, alguns exemples contemporànis d'aquest ornament inclouen la figura de Jesús crucificat a la creu de l'extrem.

## Història
Com a mínim des de principi de l'edat mitjana, els papes utilitzaven la fèrula pontifical com a símbol del seu poder temporal. Originalment, la seva forma no és del tot coneguda, però probablement es creu que va aparèixer com a bastó acabat amb creu a la part superior. A la cerimònia de presentació de la fèrula, acte caigut en desús des del segle xvi, l'ornament era presentat com a signum regiminis et correctionis, és a dir, com a símbol de govern que inclou el càstig i la penitència.
La raó per la qual el papa, malgrat ser bisbe, no utilitzava el bàcul radica en el fet que aquest era un símbol de la investidura que un bisbe rebia per part de l'arquebisbe metropolità o un altre bisbe. Per contra, el papa no era investit per cap altre bisbe, sinó que es considerava que el seu poder era atorgat per la gràcia de Déu. Segons la interpretació de Tomàs d'Aquino, el papa no utilitzava bàcul perquè la voluta de la part superior simbolitzava el poder limitat dels bisbes sobre la seva jurisdicció.
A l'època medievaltardana, es converteix en prerrogativa papal l'ús de la fèrula acabada amb triple creu, això és acabat a l'extrem per una creu de tres braços, tal com és visible en moltes representacions artístiques i iconogràfiques. Aquesta creu, coneguda com a creu pontifícia o hierofanta, era un símbol de la dignitat papal. Els tres travessers són de longitud diferent, més llarg l'inferior i més curt el superior, i simbolitzen l'autoritat del summe pontífex com a bisbe de Roma, patriarca d'Occident i successor de Sant Pere.
Al llarg de la història, el seu ús no ha format part de la litúrgia papal. No s'utilitzava gaire i es reservava en comptades ocasions de mode ritual com era el cas de l'obertura de la porta santa amb motiu d'un Jubileu o la consagració d'esglésies. Algunes de les fèrules, inclús, van acabar fent la funció de creu processional dels seguicis papals com a símbol pontifici. A la història recent els papes Lleó XIII, Pius IX, Pius XII i Joan XXIII van arribar a utilitzar la fèrula de forma ocasional. No és fins al pontificat de Pau VI, que l'ús de la fèrula entra plenament dins l'àmbit de la litúrgia i de les celebracions papals com a resultat de les reformes del Concili Vaticà II. L'ornament perd l'antiga simbologia lligada al poder temporal del papa i en pren un de nou lligat a l'apropament del papa al poble i al ministeri episcopal. Des de llavors, el seu ús dins la litúrgia és anàleg al del bàcul dels bisbes.

## Ús
En general, l'ús de la fèrula és el mateix que el del bàculs i el papa el fa servir en processons, predicacions i benediccions solemnes. Dins la missa, el papa pren la fèrula en els següents ritus:
- Processó d'entrada.
- Proclamació de l'evangeli
- Homilia, si és el cas.
- Ritus de la Confirmació, si és el cas.
- Benedicció final
- Processó final.

## Exemples
Alguns dels exemples més coneguts de fèrules que han utilitzat diferents papes són els segúents:
- Fèrula acabada amb una creu de tres braços que va pertànyer al papa Lleó XIII. Fou utilitzada per l'obertura de la Porta Santa durant el Jubileu de 1900 i l'any 1983 per Sant Joan Pau II, també pel mateix motiu.[1]
- Fèrula de 1877 que va pertànyer al papa Pius IX. Va ser utilitzada de forma ocasional pels papes Pius XI, Pius XII i Sant Joan XIII. El papa Benet XVI en va recuperar el seu ús durant l'any 2008.[2]
- Fèrula de 1965 que va pertànyer al papa Pau VI. Obra de l'escultor Lello Scorzelli amb la finalitat de ser utilitzada a les celebracions litúrgiques a mode similar al bàcul. El disseny es basa en la forma de la creu de la fèrula tradicional, però l'artista hi va afegir la figura de Jesús crucificat. Va ser utilitzada per primera vegada el 8 de desembre de 1965 amb motiu de la clausura del Concili Vaticà II. Durant el pontificat de Joan Pau II va adquirir força popularitat.[2]
- Fèrula de 2009 que va pertànyer al papa Benet XVI. Donada pel Cercle de Sant Pere. El disseny inclou a la part frontal l'anyell pasqual, al centre, i als costats de la creu els símbols dels quatre evangelistes. Als braços de la creu hi apareix el motiu de la xarxa de pescar. A la part posterior hi ha gravats el monograma de Crist, al centre, i als quatre extrems els rostres dels pares de l'Església occidental i oriental: Sant Agustí, Sant Ambrosi, Sant Anastasi i Sant Joan Crisòstom. Hi apareixen gravats el nom del papa Benet XVI, del Cercle de Sant Pere i l'escut papal. Fou estrenada durant les primeres vespres d'Advent de 2009.[4]

A més, durant els pontificats de Pau VI, Joan Pau II i Francesc, ha estat freqüent l'ús ocasional de fèrules regalades per fidels, comunitats, parròquies i diòcesis cristianes.

## Galeria d'imatges

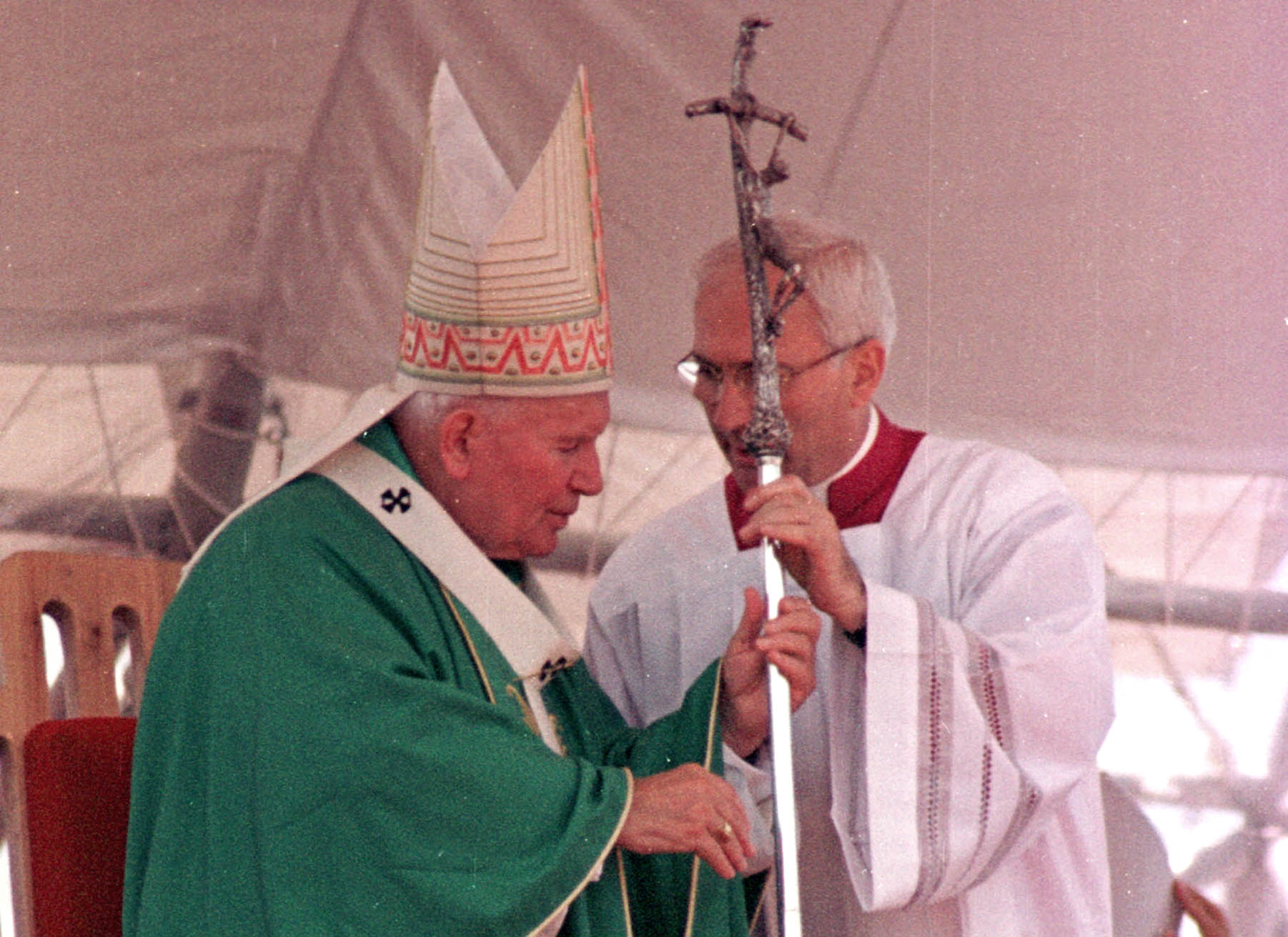
Sant Joan Pau II va utilitzar la fèrula de Pau VI durant tot el seu pontificat de 1978 a 2005.
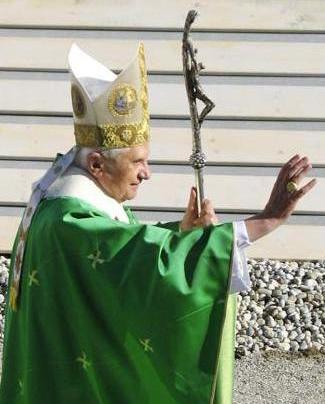
Benet XVI va utilitzar la fèrula pertanyent a Pau VI entre els anys 2005 i 2008.
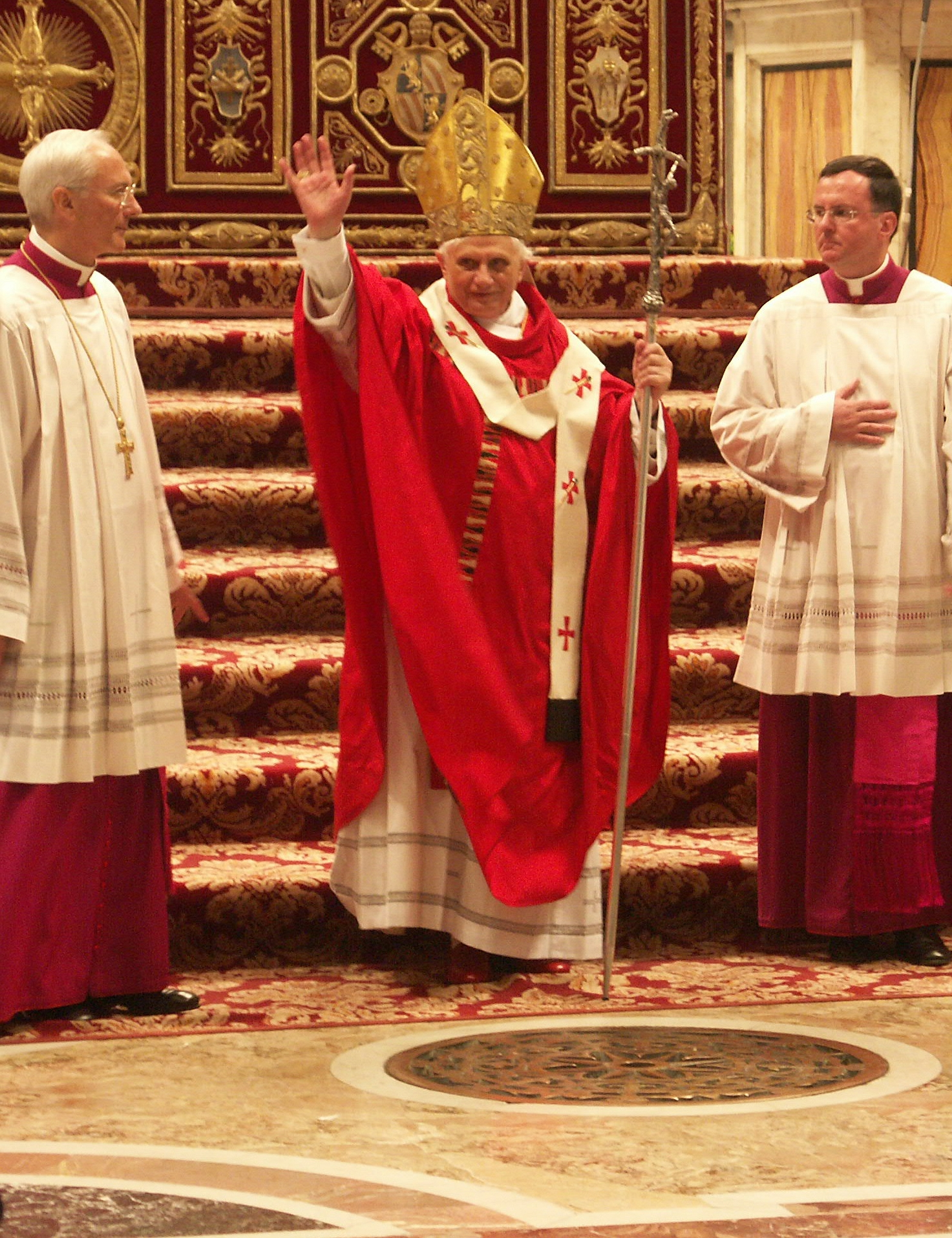
Una altra imatge de Benet XVI sostenint la fèrula que Pau VI va fer encarregar a l'escultor Llello Scorzelli.
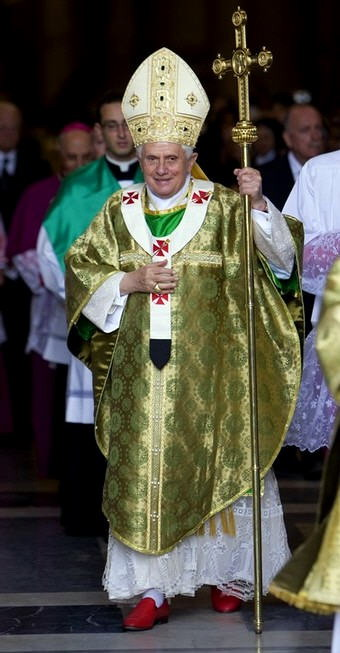
La fèrula de 1877 que va pertànyer a Pius IX, utilitzada per Benet XVI entre els anys 2008 i 2009.
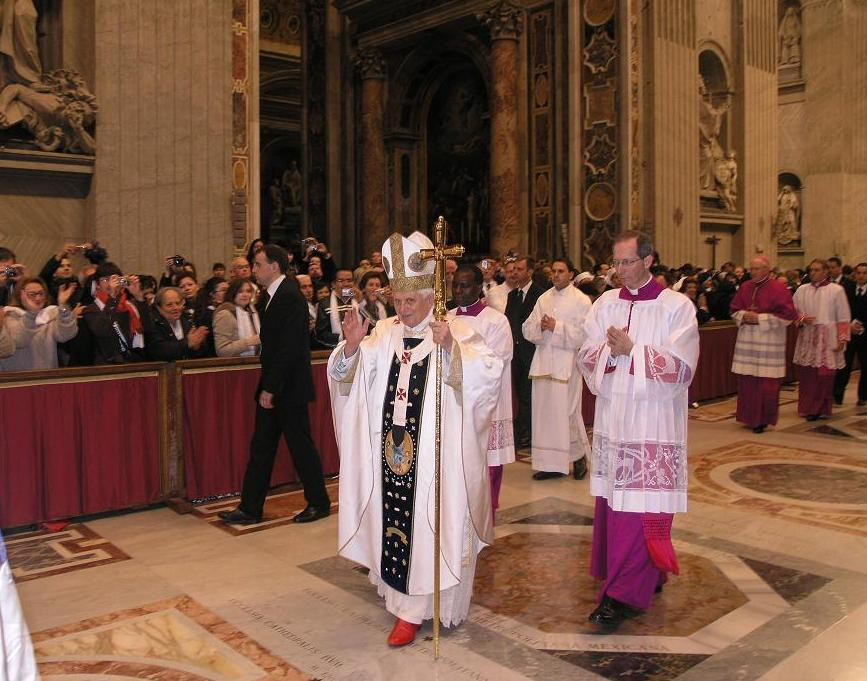
Fèrula regalada l'any 2009 al papa Benet XVI que va utilitzar fins al final del seu pontificat, el 2013.
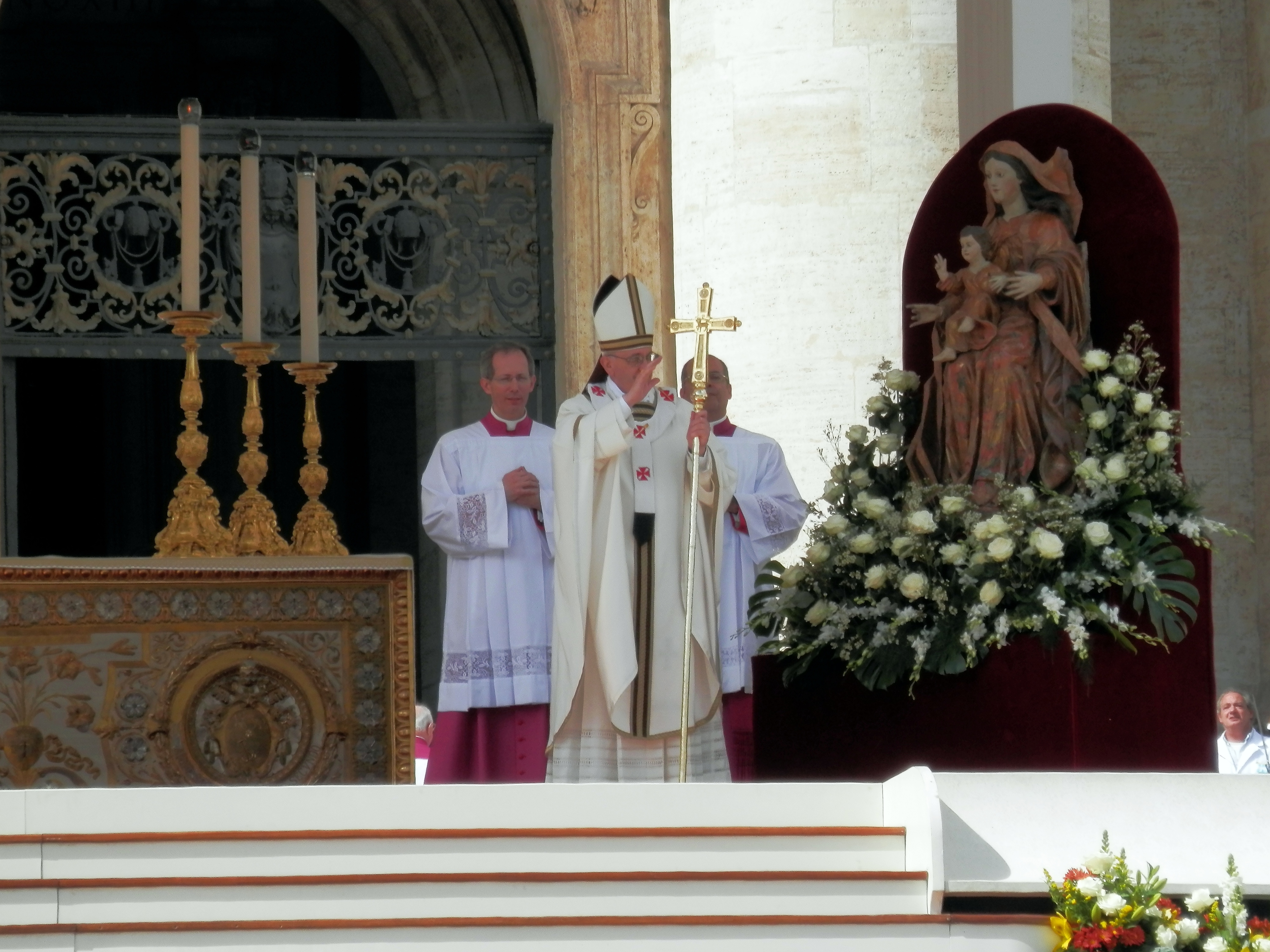
El papa Francesc sostenint la fèrula que va pertànyer a Benet XVI.
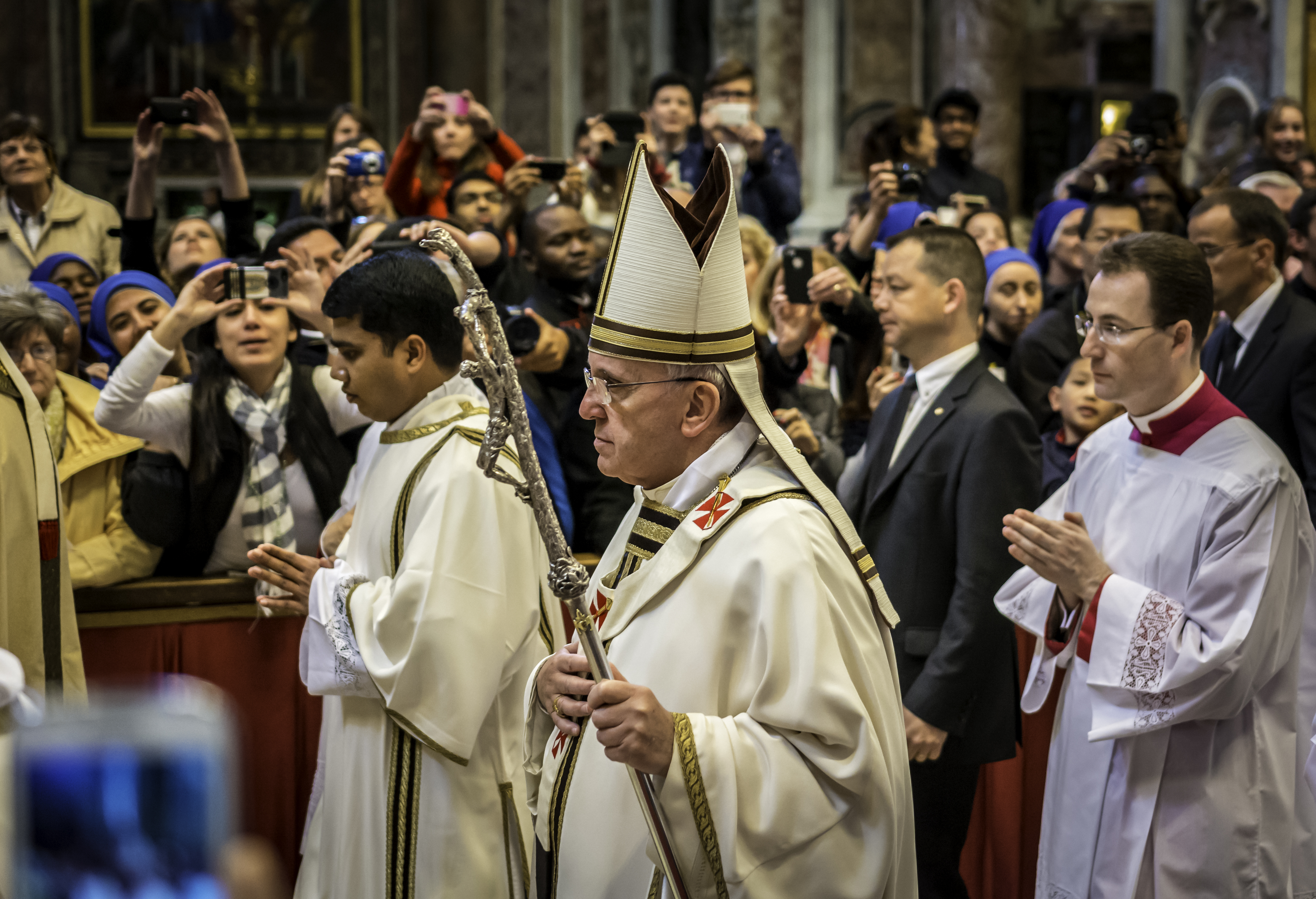
Bergoglio, com a cap de l'Església catòlica, ha alternat l'ús de la fèrula del seu antecessor amb la de Pau VI.